# Рафф, Линди
Ли́нди Кэ́мерон Рафф (англ. Lindy Cameron Ruff; 17 февраля 1960, Варбург, Канада) — канадский хоккеист, ныне главный тренер команды НХЛ «Баффало Сейбрз». В своей профессиональной игровой карьере Рафф выступал за команды НХЛ «Нью-Йорк Рейнджерс» и «Баффало Сейбрз». Также он на протяжении 16 сезонов был тренером «Клинков», выиграв в 2006 году Джек Адамс Эворд (Jack Adams Award), присуждаемый лучшему тренеру сезона.
Рафф получил признание как весьма жёсткий игрок, который отличался настоящим фанатизмом и особой страстью к хоккею. Он работал на износ и никогда не давал спуску ни себе, ни противникам. 10 мая 1980 года во время игры плей-офф против «Нью-Йорк Айлендерс» произошёл случай, который характеризует его как нельзя лучше: находясь у ворот противника, он получил сильнейший удар клюшкой в глаз от вратаря Билли Смита. Рафф упал, но затем поднялся и ответил ударом вратарю, нарушив негласный кодекс о том, что полевые игроки не трогают вратарей.
Другим примером преданности Раффа своему любимому ремеслу стали события февраля 2012 года. Уже будучи тренером «Баффало Сейбрз», во время одной из тренировок после столкновения с защитником Джорданом Леопольдом у Раффа был диагностирован перелом трёх рёбер. Тем не менее уже через неделю Линди вернулся к выполнению обязанностей.

## Игровая карьера
Молодёжная карьера Раффа прошла в команде «Летбридж Бронкос» (ныне носит название «Свифт-Каррент Бронкос»), выступавшей в WCHL (1976—1978) и в WHL (1978—1979). В 1979 году он был выбран во втором раунде драфта НХЛ под общим 32-м номером командой «Баффало Сейбрз». За «Клинков» он провёл 10 сезонов, к которым также прибавил три сезона за «Нью-Йорк Рейнджерс», куда был обменян во время сезона 1988/89.
Большую часть карьеры Рафф провёл в «Баффало», проведя три года с капитанской нашивкой, став первым капитаном «Сейбрз» после Жильбера Перро. Накануне «трейд-дедлайна» в сезоне 1988/89 был обменян в «Нью-Йорк Рейнджерс» на выбор в пятом раунде драфта 1990 года (этот выбор «Баффало» потратит на защитника Рихарда Шмеглика, который позже будет играть под руководством Раффа).
Всего Линди провёл в НХЛ 691 игру, забив 105 гол и отдав 195 результативных передач (итого 300 баллов). На его счету также 1264 штрафные минуты и более сотни потасовок на ледовых аренах. В 52 играх Кубка Стэнли Рафф забил 11 голов, прибавив к ним 13 результативных передач, также набрав 193 штрафные минуты.
На излёте карьеры он также провёл по сезону в АХЛ и ИХЛ за соответственно «Рочестер Американс» и «Сан-Диего Гуллз».

## Тренерская карьера

### «Флорида Пантерз»
Сразу по завершении карьеры Раффа пригласили в новый клуб НХЛ «Флорида Пантерз» на должность помощника главного тренера. В «Пантерах» он провёл четыре сезона. Главным успехом стало попадание в финал Кубка Стэнли 1996 года, где «Флорида» уступила «Колорадо Эвеланш».

### «Баффало Сейбрз»
21 июля 1997 года Рафф был назначен 15-м тренером в истории «Баффало Сейбрз», вернувшись, таким образом, на Ниагару. Он стал шестым тренером команды, который ранее выступал за «Баффало» (вслед за Флойдом Смитом, Биллом Инглисом, Крэйгом Рэмзи, Джимом Шонфельдом и Риком Дадли).
Рафф сразу показал себя сильным тренером. В первый же сезон он вывел команду в полуфинал Кубка Стэнли, а ещё через год дошёл до финала. В шестой игре финальной серии 1999 года «Баффало» принимал «Даллас Старз», уступая в серии со счётом 2-3. Игра затянулась до третьего овертайма, в разгаре которого Бретт Халл забил гол, который многими оспаривался — конёк Халла якобы оказался во вратарской зоне до того, как Халл получил шайбу что было нарушением по правилам того сезона). Тем не менее, ни судьи, ни НХЛ (впоследствии) нарушения не обнаружили, что завершило матч и всю серию в пользу Далласа.
После указанных событий игра команды начала ухудшаться. После неудачных выступлений в плей-офф (поражения от "Филадельфии" и "Питтсбурга" в первом и втором раундах соответственно), последовали три сезона подряд, в которых "Баффало" занимало пятое место в своём дивизионе и не смогло попасть в плей-офф.
Эти сложности привели к тому, что клуб столкнулся с финансовыми трудностями и оказался на грани банкротства. Эта ситуация была обусловлена скандалом в компании в Adelphia Communications.
Перед началом следующего сезона контракт с Раффом был продлён ещё на год. И команда снова заиграла очень хорошо, добравшись до финала конференции, уступив лишь будущему обладателю Кубка «Каролине Харрикейнз». 5 апреля 2006 года Рафф стал 31-м тренером в истории НХЛ, который провёл 300 игр. При этом он стал лишь 16-м, который сделал это с одной командой. По итогам сезона Рафф получил признание как лучший тренер лиги, выиграв Джек Адамс Эворд (Jack Adams Award) (в голосовании он обогнал, в частности, Питера Лавиолетта, выигравшего с «Харрикейнз» Кубок Стэнли).
Стоит отметить, что вторая половина сезона выдалась для команды в целом, и для Раффа в частности очень тяжёлой. Так весной, незадолго до начала розыгрыша Кубка Стэнли Рафф был вынужден пропустить несколько игр и тренировок из-за болезни дочери. А к концу плей-офф «Баффало» из-за травм лишился пятерых игроков основного состава (из них четырёх защитников).
К окончанию сезона 2006—2007 он был главным действующим «ветераном» в тренерском цеху — он проработал с «Баффало» подряд 9 сезонов! Руководство оценило его уровень, предложив очередное продление контракта по схеме 3+1. В том сезоне «Баффало» установил собственный рекорд, набрав 113 очков (53 победы при 22 поражениях и 7 ничьих). Однако путь к Кубку Стэнли снова завершился в финале конференции — на пути «Сейбрз» встала «Оттава Сенаторз». В том же сезоне он стал главным тренером команды Восточной конференции на Матче всех звёзд, прошедшем 24 января в Далласе. По итогам сезона он снова был номинирован на «Джек Адамса», однако в итоге уступил Алену Виньо из «Ванкувера» всего 8 баллов (126 баллов против 134).
В сезоне 2006—2007 Рафф стал первым тренером в истории Баффало", приведшим команду к двум подряд сезонам с 50-ю победами.
15 октября 2008 года Рафф стал 23-м тренером в истории НХЛ, который провёл 400 игр. При этом он стал лишь 7-м, которому удалось это сделать с одной командой. Несмотря на провальный сезон 2008—2009 (всего 41 победа в 82 играх, занятое 10-е место в Восточной конференции), Рафф сохранил пост тренера «Баффало».
По итогам сезона 2009—2010 «Баффало» смог сделать качественный скачок вперёд. Команда выиграла северо-восточный дивизион, в третий раз при Раффе набрав 100 очков и, как следствие, выйдя в плей-офф. Впрочем, в первом же раунде «Баффало» уступил «Бостону» со счётом 2-4. Тем не менее, руководство команды воспользовалось опцией автоматического продления контракта ещё на год.
Интересно, что в январском матче против «Тампа Бэй Лайтнинг» команда Раффа забила 3 шайбы в ворота противника в течение всего лишь 2 минут и 11 секунд с начала матча. Этот результат на 6 секунд превысил достижение, установленное 26 октября 1980 года, когда игроки «Баффало» трижды забили в ворота «Нью-Йорк Айлендерс», причём одну из тех шайб забросил как раз Линди Рафф. Также в этом сезоне Линди провел 965 матч у руля «Клинков», обойдя Джека Адамса («Детройт Ред Уингз») и заняв 3-е место в истории лиги по числу матчей с одной командой.
В сезоне 2010—2011 Линди Рафф достиг нескольких значимых отметок в своей карьере. Так 10 ноября 2010 года матч против «Нью-Джерси Девилз» стал 1000-м в его карьере, причём вся тысяча была проведена с одной и той же командой. Рафф стал 18-м тренером, которому покорилась эта отметка (и лишь 3-м, кто это сделал с одной командой). Рафф стал лишь четвёртым тренером в истории НХЛ (вместе с Элом Арбором, Билли Рэем и Барри Троцем), который провел 1000 игр с одной командой. А 6 января 2011 года Рафф достиг отметки в 500 игр (став 16-м тренером в истории НХЛ и лишь вторым, который сделал это с одной командой).
Спустя два дня Рафф стал тренером с наибольшим числом побед, достигнутых с одной командой. 501-я победа «Баффало» под руководством Раффа была одержана 8 января в игре против «Финикс Койотис». В тот день он обогнал Тоу Блэйка, одержавшего 500 побед с «Монреаль Канадиенс». Эл Арбор одержал большее число побед с «Нью-Йорк Айлендерс», однако он также работал с «Сент-Луис Блюз» в начале карьеры.
«Баффало» вышел в плей-офф, однако снова вылетел в первом же раунде, уступив 3-4 «Филадельфии». Тем не менее 29 апреля 2011 года «Сейбрз» продлили контракт с Раффом. Впрочем, последовал неудачный сезон, в котором «Баффало» не попал в плей-офф, а после неудачного старта в укороченном сезоне 2013 года (6 побед в 17 играх) Рафф был уволен.
На момент увольнения Рафф 16 сезонов руководил одной и той же командой, что было рекордом для НХЛ, и вторым показателем в истории четырёх основных профессиональных видов спорта в Северной Америке (после Грегга Поповича). На место Раффа был назначен бывший тренер фарм-команды «Сейбрз» «Рочестерс Американс» Рон Ролстон.

### «Даллас Старз»
В июне 2013 года Линди Рафф попал в круг тренеров, которых рассматривало руководство «Даллас Старз» в качестве возможных главных тренеров команды. 20 июня было объявлено о назначении Раффа на эту должность. Интересно, что это случилось ровно 14 лет спустя того противоречивого гола Бретта Халла. 21 июня состоялось официальное подписание контракта с «Далласом».
На пресс-конференции, созванной по этому поводу, Раффа закидали вопросами о событиях 1999 года. Рафф отшутился, сказав, что раз судьи признали правильность гола, то и он не намерен махать кулаками после драки.
В первом же сезоне с «Далласом» Рафф одержал 600-ю в карьере победу. По иронии судьбы это проиозошло 3 марта 2014 года в матче с его «родной» командой «Баффало Сэйбрз».
9 апреля 2017 года после трех сезонов во главе «Старз» Рафф покинул команду: его контракт завершился и не был продлён.

### «Нью-Йорк Рейнджерс»
10 июля 2017 года Рафф вошёл в тренерский штаб «Нью-Йорк Рейнджерс», в котором проработал до окончания сезона 2019/20.

### «Нью-Джерси Девилз»
9 июля 2020 года рафф был назначен главным тренером команды «Нью-Джерси Девилз». 29 января 2021 года стал седьмым тренером, который провел в НХЛ 1500 матчей. Первые два сезона команда под руководством Раффа находилась на дне турнирной таблицы.
К сезону 2021/22 у «дьяволов» появились надежды: летом команду усилили Дуги Хэмилтон, Томаш Татар, Райан Грейвс и Джонатан Бернье, однако в команде была череда травм, а за сезон сыграло рекордные для франшизы семь вратарей.
Перед сезоном 2022/23 в тренерский штаб Раффа вошёл Эндрю Брюнетт. После двух проигранных домашних игр болельщики «Девилз» начали скандировать кричалки с просьбой уволить Линди. Но к концу октября клуб из Нью-арка выдал длинную победную серию и занял первое место в собственном дивизионе. Позже публика скандировала "Sorry, Lindy", а сами «Девилз» одержали рекордные для франшизы 13 побед подряд. 26 ноября 2023 года Рафф стал третьим тренером в НХЛ с 800 победами. В сезоне 2022/23 команда под его руководством заняла 3 место в НХЛ и 2 в собственном дивизионе. Впервые с 2012 года «дьяволы» прошли первый раунд, обыграв «Рейнджерс» 4:3 в серии. Рафф стал финалистом на Джек Адамс Эворд.
11 октября 2023 года «Дьяволы» подписали с Раффом многолетний контракт, а его прошлогодний ассистент Брюнетт возглавил «Нэшвилл». 16 декабря Рафф единолично занял 4-е место в НХЛ по одержанным победам в регулярном сезоне, обойдя Кена Хичкока. 4 марта 2024 года «Нью-Джерси» уволили Раффа и временно заменили его Трэвисом Грином.

### Возвращение в «Баффало»
22 апреля 2024 года «Баффало Сейбрз» назначили Линди Раффа главным тренером команды.

### Сборная Канады
В 2008 году Линди Рафф был отобран в число кандидатов на пост главного тренера сборной Канады на Олимпиаду 2010. В результате он был назначен ассистентом главного тренера, а канадцы выиграли золотые медали на Олимпиаде в Ванкувере.
Главным тренером сборной Канады Рафф стал на чемпионатах мира. 12 апреля 2009 года он был назначен на эту должность. Ассистентами Раффа стали Барри Троц и Дэйв Типпет. На чемпионате 2009 года канадцы дошли до финала, где второй год подряд уступили сборной России (со счётом 1-2).
В 2012 году Линди отказался возглавить сборную Канады, которая с момента его ухода дважды не могла преодолеть четвертьфинальную стадию. Однако уже через год он согласился вернуться, однако и на этот раз команда снова вылетела в четвертьфинале.
В 2013 году Рафф снова вошёл в тренерский штаб сборной Канады для Олимпийских Игр — на этот раз в Сочи 2014.
В 2019 году Рафф вошёл в тренерский штаб Алена Виньо для работы в сборной Канады на ЧМ, где они заняли 2-е место на турнире.

### Статистика (главный тренер)
| Команда                | Турнир-сезон           | Регулярный сезон | Регулярный сезон | Регулярный сезон | Регулярный сезон | Регулярный сезон | Регулярный сезон | Регулярный сезон | Регулярный сезон | Плей-офф | Плей-офф | Плей-офф               |
| Команда                | Турнир-сезон           | И                | В                | ВО/ВБ            | Н                | ПО/ПБ            | П                | О                | Результат        | В        | П        | Результат              |
| ---------------------- | ---------------------- | ---------------- | ---------------- | ---------------- | ---------------- | ---------------- | ---------------- | ---------------- | ---------------- | -------- | -------- | ---------------------- |
| Баффало Сейбрз         | НХЛ 1997-98            | 82               | 36               | -                | 17               | -                | 29               | 89               | 3-е в дивизионе  | 10       | 5        | Проиграли в 1/2 финала |
| Баффало Сейбрз         | НХЛ 1998-99            | 82               | 37               | -                | 17               | -                | 28               | 91               | 4-е в дивизионе  | 14       | 7        | Проиграли в финале     |
| Баффало Сейбрз         | НХЛ 1999-00            | 82               | 35               | -                | 11               | -                | 32               | 85               | 3-е в дивизионе  | 1        | 4        | Проиграли в 1/8 финала |
| Баффало Сейбрз         | НХЛ 2000-01            | 82               | 46               | -                | 5                | 1                | 30               | 98               | 2-е в дивизионе  | 7        | 6        | Проиграли в 1/4 финала |
| Баффало Сейбрз         | НХЛ 2001-02            | 82               | 35               | -                | 11               | 1                | 35               | 82               | 5-е в дивизионе  | -        | -        | Не попали в плей-офф   |
| Баффало Сейбрз         | НХЛ 2002-03            | 82               | 27               | -                | 10               | 8                | 37               | 72               | 5-е в дивизионе  | -        | -        | Не попали в плей-офф   |
| Баффало Сейбрз         | НХЛ 2003-04            | 82               | 37               | -                | 7                | 4                | 34               | 85               | 5-е в дивизионе  | -        | -        | Не попали в плей-офф   |
| Баффало Сейбрз         | НХЛ 2005-06            | 82               | 52               | -                | -                | 6                | 24               | 110              | 2-е в дивизионе  | 11       | 7        | Проиграли в 1/2 финала |
| Баффало Сейбрз         | НХЛ 2006-07            | 82               | 53               | -                | -                | 7                | 22               | 113              | 1-е в лиге       | 9        | 7        | Проиграли в 1/2 финала |
| Баффало Сейбрз         | НХЛ 2007-08            | 82               | 39               | -                | -                | 12               | 31               | 90               | 4-е в дивизионе  | -        | -        | Не попали в плей-офф   |
| Баффало Сейбрз         | НХЛ 2008-09            | 82               | 41               | -                | -                | 9                | 32               | 91               | 3-е в дивизионе  | -        | -        | Не попали в плей-офф   |
| Баффало Сейбрз         | НХЛ 2009-10            | 82               | 45               | -                | -                | 10               | 27               | 100              | 1-е в дивизионе  | 2        | 4        | Проиграли в 1/8 финала |
| Баффало Сейбрз         | НХЛ 2010-11            | 82               | 43               | -                | -                | 10               | 29               | 96               | 3-е в дивизионе  | 3        | 4        | Проиграли в 1/8 финала |
| Баффало Сейбрз         | НХЛ 2011-12            | 82               | 39               | -                | -                | 11               | 32               | 89               | 3-е в дивизионе  | -        | -        | Не попали в плей-офф   |
| Баффало Сейбрз         | НХЛ 2012-13            | 17               | 6                | -                | -                | 1                | 10               |                  | уволен           | -        | -        | -                      |
| Даллас Старз           | НХЛ 2013-14            | 82               | 40               | -                | 11               | -                | 31               | 91               | 5-е в дивизионе  | 2        | 4        | Проиграли в 1/8 финала |
| Всего в НХЛ            | Всего в НХЛ            | 1247             | 611              | -                | 78               | 95               | 463              | -                | -                | 59       | 48       | -                      |
| Сборная Канады         | ЧМ 2009                | 9                | 7                | 0                | -                | 1                | 1                | -                | 2 место          | 2 место  | 2 место  | 2 место                |
| Сборная Канады         | ЧМ 2013                | 8                | 5                | 1                | -                | 2                | 0                | -                | 5 место          | 5 место  | 5 место  | 5 место                |
| Всего в сборной Канады | Всего в сборной Канады | 17               | 12               | 1                | -                | 3                | 1                | -                | -                | -        | -        | -                      |

## Признание успехов
8 июня 2010 года было объявлено, что Линди Рафф будет включен в Зал спортивной славы Баффало. При выборе кандидатуры Раффа было учтено, что в его активе было более полутора тысяч игр в составе «Баффало Сейбрз» — в качестве тренера и игрока.

## Стиль поведения
Рафф прославился тем, что никогда не скрывал свою позицию относительно тех или иных происшествий.
Его фамилия «Рафф» созвучна со словом «Rough», что означает «жесткий, грубый». Если Линди не в духе, то на пресс-конференции стоит гробовая тишина.
При этом он достаточно откровенно общается с прессой. Так во время сезона 2005—2006, после игры против «Торонто Мейпл Лифс», в которой форвард противников Дарси Такер нанёс травму колена Йохену Хехту, Линди сказал: «Я хочу, чтобы этого парня дисквалифицировали. Я не звонил в НХЛ больше года, но завтра я позвоню им десять раз».
Во время полуфинальной серии Кубка Стэнли против «Каролины» оба тренера — и Рафф, и Питер Лавиолетт — активно обвиняли игроков команд друг друга в преднамеренных «нырках» с целью получения удалений. Впрочем, Лавиолетт позже взял свои слова назад, объяснив их своей излишней эмоциональностью. А вот Рафф этого не сделал.
В феврале 2007 года Рафф был оштрафован на 10 тысяч долларов после того, как ввязался в потасовку во время игры против «Оттавы Сенаторз». Интересно, что фанаты «Сейбрз», решившие поддержать своего тренера, начали сбор необходимой для штрафа суммы, однако Рафф настоял заплатить её самостоятельно. В заявлении НХЛ говорилось, что именно действия Раффа спровоцировали потасовку после того, как Крис Нил провёл противоречивую атаку на сокапитана «Сейбрз» Криса Друри. Рефери не зафиксировали нарушения, после чего Рафф отправил на лёд против первой тройки противника «силовиков» Эндрю Петерса, Патрика Калету и Эдама Мэйра с целью проведения «устрашающих акций». Результатом стала массовая потасовка: Мэйр сразу же ударил Джейсона Спеццу, Петерс попытался завязать драку с Дэни Хитли, который прятался от неё за рефери. В драке поучаствовали даже голкиперы Мартин Бирон и Рэй Эмери. Рафф со своей скамейки всласть накричал на визави Брайана Мюррея.
27 апреля 2007 года после игры Кубка Стэнли против «Нью-Йорк Рейнджерс» Рафф снова был оштрафован за ярую критику рефери, которые пропустили нарушение численного состава у противника, что помешало «Сейбрз» получить большинство на последней минуте проигранного в одну шайбу матча.

## Родственники
Младший брат Линди — Брент Рафф — умер в 1986 году во время автокатастрофы, когда его команда «Свифт Каррент Бронкос» ехала на свою игру. В честь него и трёх его одноклубников, погибших в аварии, назван приз, ежегодно вручаемый лучшему хоккеисту Западной хоккейной лиги — Фоур Бронкос Мемориал Трофи.
Другой младший брат Линди — Марти — был выбран в первом раунде драфта НХЛ 1981 года, однако так и не добрался до НХЛ, завершив карьеру в возрасте 22 лет.
Старший брат Линди — Рэнди Рафф — играл на молодёжном уровне, а также был тренером детских команд.
Линди женат. Его жену зовут Гэи. У них четверо детей — Бретт, Эрин и близнецы Меделин и Брайан. Вплоть до последнего времени Раффы проживали в Кларенсе (Нью-Йорк).